# スー・フォーリー
スー・フォーリー（Sue Foley、1968年3月29日 - ）は、カナダのブルース・シンガー、ギタリスト。ピンク・ペイズリーのフェンダー・テレキャスターがトレードマーク。

## 来歴
オンタリオ州オタワに生まれる。10代からカナダでライブ活動をしていたが、1990年、アントンズ・レコードとの契約とともにアメリカ合衆国テキサス州オースティンに活動の拠点を移す。1992年にアルバム『ヤング・ガール・ブルース』でデビューした。
その後、シャナキー・レコードを経て、ルーフ・レコードに移籍。2007年にはデボラ・コールマン、ロクサーヌ・ポトヴィンとの共作アルバム『タイム・ボム〜3ギター・ウーメン・アルバム』を発表。2010年にはブラインド・ピッグ・レコードからピーター・カープとの共作アルバム『ヒー・セッド・シー・セッド』をリリースしている。

## 特徴

### ギター
フェンダー・テレキャスターとフェンダーアンプの組み合わせによる硬質な高音のサウンドを得意とする。また、サムピックを使用し、しばしばクロマティック・ランやネックベンドを行うのも特徴である。日本では「女スティーヴィー・レイ・ヴォーン」という触れ込みでデビューしたが、「テキサス」「ブルース」「フェンダー」というイメージに近似性はあるものの、演奏スタイル上の共通点は少ない。

### ボーカル
一般にブルースには向かないとされる細い声の持ち主であるが、その独特な声と歌いまわしにファンも多く、評価が分かれている。

## ディスコグラフィ

### リーダー・アルバム
- 『ヤング・ガール・ブルース』 - Young Girl Blues (1992年、Antone's)
- 『ウィズアウト・ア・ウォーニング』 - Without a Warning (1993年、Antone's) ※旧邦題『ルビ・ドゥビ・ドゥ』
- 『ビッグ・シティ・ブルース』 - Big City Blues (1995年、Antone's)
- Walk in the Sun (1996年、Antone's)
- Ten Days in November (1998年、Shanachie)
- Love Comin' Down (2000年、Shanachie)
- Back to the Blues [also released as Secret Weapon] (2000年、Antone's)
- Where the Action Is... (2002年、Shanachie)
- 『チェンジ』 - Change (2004年、Ruf)
- 『ニュー・ユーズド・カー』 - New Used Car (2006年、Ruf)
- 『タイム・ボム〜3ギター・ウーメン・アルバム』 - Time Bomb (2007年、Ruf) ※with デボラ・コールマン、ロクサーヌ・ポトヴィン
- Queen Bee: The Antone's Collection (2009年、Floating World) ※コンピレーション
- 『ヒー・セッド・シー・セッド』 - He Said She Said (2010年、Blind Pig) ※with ピーター・カープ
- 『ビヨンド・ザ・クロスローズ』 - Beyond the Crossroads (2012年、Blind Pig) ※with ピーター・カープ
- 『ジ・アイス・クイーン』 - The Ice Queen (2018年、Stony Plain)
- 『ピンキーズ・ブルース』 - Pinky's Blues (2021年、Stony Plain)

### 参加アルバム
- マーク・ハメル : Up and Jumpin' (1989年、Rockinitus) ※with スー・フォーリー・バンド、ゲスト: チャールズ・ブラウン
- マーク・ハメル : Feel Like Rockin' (1994年、Flying Fish / Rounder)
- ウェイン・ハンコック : Thunderstorms and Neon Signs (1995年、Dejadisc)
- レイジー・レスター : All Over You (1998年、Antone's)
- レイジー・レスター : Blues Stop Knockin' (2001年、Antone's)
- ビッグ・デイヴ・マクリーン : Blues from the Middle (2003年、Stony Plain)
- ブラッキー・アンド・ザ・ロデオ・キングス : Bark (2004年、True North)
- キャンディ・ケイン : Guitar'd and Feathered (2007年、Ruf)
- マイケル・ジェローム・ブラウン : Double (2007年、Borealis)
- スティーヴ・マリナー : Going Up (2007年、Dog My Cat)
- リー・ホームズ : Sit Down Blues (2013年、Itsa Music Co.)

### 映像作品
- Sue Foley - Live in Europe (2005年、Ruf) ※DVD
- Sue Foley - Guitar Woman (2010年、Alfred's Artist Series/Instructional) ※教則DVD